# Carl und Felicie Bernstein
Carl und Felicie Bernstein waren die ersten Sammler französischer impressionistischer Malerei in Deutschland. Die Sammlung der Bernsteins wurde zunächst in ihrem literarischen Salon und später in der ersten deutschen Impressionisten-Ausstellung gezeigt und trug wesentlich zur Rezeption dieser Kunstrichtung in Deutschland bei. Der Salon der Bernsteins, den Felicie Bernstein nach dem Tod ihres Mannes fortführte, war für das künstlerische Leben in Berlin von den 1880er Jahren bis 1908 einer der wichtigsten Treffpunkte.

## Leben

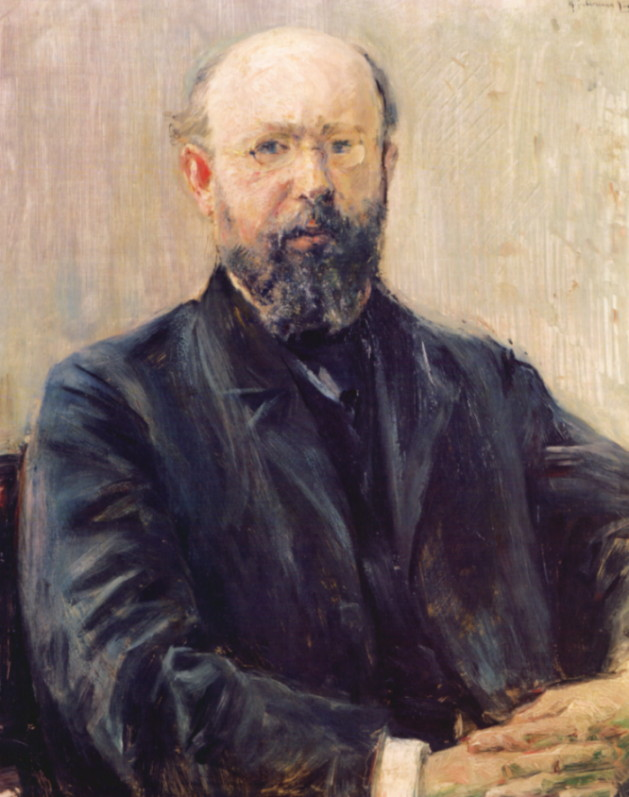
Max Liebermann:
Bildnis Prof. Dr. Carl Bernstein
1892, Privatsammlung

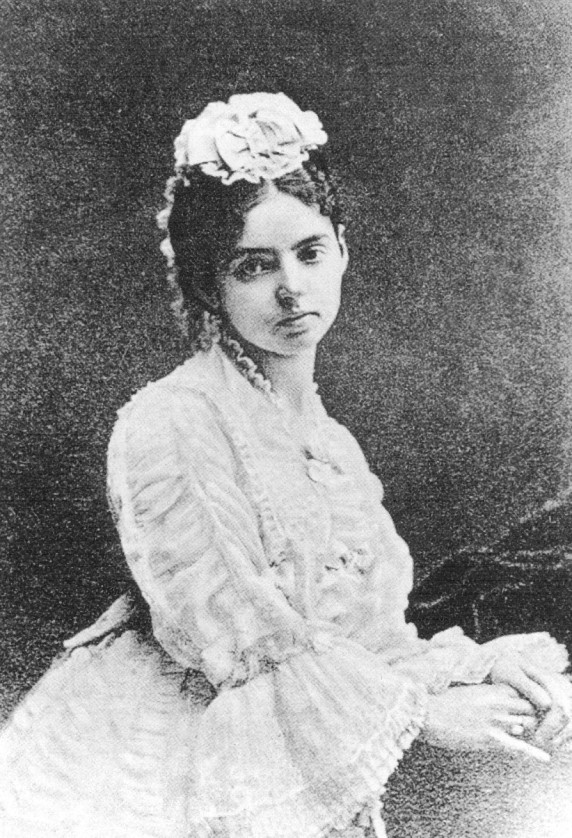
Felicie Bernstein
Fotografie um 1872

Carl Bernstein kam am 13. Januar 1842 als Sohn des Kaufmanns Elias Bernstein und seiner Frau Chaja Clara, geborene Halberstamm, in Odessa zur Welt. Die Mutter starb kurz nach der Geburt. Wenig später heiratete der Vater in zweiter Ehe Emilie Landau. Carl Bernstein besuchte zunächst das Real-Gymnasium in Odessa und wechselte später an die Latina in Halle (Saale) und legte dort 1859 das Abitur ab. Anschließend studierte er Jura an den Universitäten Halle, Heidelberg und Berlin, wo er 1864 promovierte. Es folgte eine Ausbildungszeit im Justizdienst in Halle und Bitterfeld. Anschließend kehrte er nach Russland zurück und arbeitete zwei Jahre als Rechtsanwalt in Odessa. Weitere Studien führten ihn nach Sankt Petersburg. An der dortigen Kaiserlich-Russischen Universität erlangte er 1871 den Magistertitel für russisches Zivilrecht. Damit verbunden war die Befähigung, als Dozent an allen russischen Universitäten unterrichten zu können. Antisemitische Anfeindungen unter Bildungsminister Dmitri Andrejewitsch Tolstoi verhinderten dies jedoch.
Die am 7. September 1852 in Sankt Petersburg geborene Felicie Leonovna Rosenthal war die Tochter des Bankiers Leon Rosenthal und seiner Frau Sara, geborene Neumark. Er gehörte zum aufgeklärten Judentum, war Mitbegründer der Gesellschaft zur Förderung der Kultur unter den Juden Russlands, setzte sich für die säkulare Bildung ein, förderte hebräischsprachige Veröffentlichungen zu russischen Themen und war Unterstützer der Großen Choral-Synagoge. Nach dem Tod ihrer Mutter besuchte Felicie Bernstein ein Pensionat in Dresden. Zurück in Sankt Petersburg übernahm die erst 18-Jährige in der Wohnung des Vaters die Rolle einer Gastgeberin. Gemeinsam empfingen sie dort mittwochs Gäste nach Vorbild eines französischen Salons. Bei einer dieser Zusammenkünfte lernte sie Carl Bernstein kennen.
Carl Bernstein und Felicie Rosenthal heirateten am 14. Januar 1872 im Stadttempel in Wien.  Anschließend reisten sie durch Europa mit Stationen in Venedig und Florenz und besuchten zudem Algier.  1873 ließ sich das Paar in Berlin nieder und lebte zunächst in der Lennéstraße Nr. 2 im vornehmen Tiergartenviertel.  Zur Ausstattung der Wohnung gehörten Möbel und Kunstgewerbe, die sie zuvor in Wien und Italien erworben hatten. Zudem verfügten die Bernsteins über eine umfangreiche Bibliothek mit deutschen Klassikern und französischen illustrierten Büchern des 18. Jahrhunderts. 1877 erfolgte der Umzug in die knapp 400 Quadratmeter große Präsidentenwohnung in der Straße In den Zelten Nr. 23. Diese repräsentative Wohnung war als Spekulationsobjekt gebaut worden und sollte ursprünglich an den Reichstagspräsidenten vermietet werden, der sie jedoch nicht nutzte. Die Bernsteins lebten dort gemeinsam mit seiner Stiefmutter Emilie und der Halbschwester Therese Bernstein. Später zog zudem Johanna von Rentzell bei den Bernsteins ein. Sie kam zum Studium der Musik nach Berlin und nahm im Laufe der Zeit für die kinderlosen Bernsteins die Rolle einer informellen Adoptivtochter ein.
1878 habilitierte Carl Bernstein im Römischen Recht und arbeitete zunächst als Privatdozent. 1885 wurde er außerordentlicher Professor für Römisches Recht. Zu seinen Veröffentlichungen gehören Zur Lehre vom alternativen Willen und den alternativen Rechtsgeschäften (1878) und Zur Lehre von der dotis dictio (1885). Seine Lehrtätigkeit gab Bernstein 1892 aus gesundheitlichen Gründen auf.
Die Mittwochabende gestalteten das Paar zusammen mit Therese Bernstein als Literarischen Salon, in dem zahlreiche Intellektuelle der Kaiserzeit verkehrten. Hierbei fungierte Felicie Bernstein als heitere und geistvolle Salonnière, während Therese Bernstein in der Tradition der précieuses streng über die Etikette wachte. Zum wöchentlichen Jour fixe erschienen Musiker wie Joseph Joachim und Richard Strauss, Maler wie Max Klinger, Adolph von Menzel und Max Liebermann, der Archäologe Adolf Furtwängler, der Theaterleiter Otto Brahm, die Historiker Ernst Curtius und Theodor Mommsen sowie die Kunsthistoriker Georg Treu, Wilhelm von Bode, Friedrich Lippmann, Hugo von Tschudi und Woldemar von Seidlitz.
Im Sommer 1882 reisten die Bernsteins nach Paris, wo sie Charles Ephrussi trafen, den Herausgeber der Kunstzeitschrift Gazette des Beaux-Arts. Er war ein Neffe von Carl Bernsteins Stiefmutter und beriet das Sammlerpaar beim Ankauf impressionistischer Gemälde. Die neuen Werke der Sammlung waren nicht nur Gesprächsthema im Salon der Bernsteins, sondern erhielten wenig später bei einer öffentlichen Präsentation überwiegend negativ Kritiken. Positiv hingegen äußerte sich der Kunstschriftsteller Jules Laforgue, vormaliger Assistent von Ephrussi und in Berlin als französischer Vorleser der Kaiserin Augusta tätig. Zugleich lobte er im Dezember 1883 die Bernsteins seinen nicht nur „liebenswürdig“, sondern in Berlin „die künstleristischsten Leute“.
Carl Bernstein wurde 1892 von Max Liebermann porträtiert, der den Salon der Bernsteins als „wiederauferstandener Salon der Frau Henriette Herz“ bezeichnete. Bedingt durch die Krankheit Carl Bernsteins gaben die Bernsteins 1891 die Wohnung In den Zelten und ihren Salon auf. Das Paar befand sich fortan auf Reisen und besuchte Meran, Florenz und Rom. Zudem verbrachten sie einige Monate bei Charles Ephrussi in Paris oder am Vierwaldstättersee in der Schweiz. In Berlin hielten sie sich nur gelegentlich auf und wohnten dann im Hotel Kaiserhof. Dort starb Carl Bernstein 1894. Seine Sammlung französischer illustrierter Bücher schenkte Felicie Bernstein dem Berliner Kupferstichkabinett. 1895 folgten mehr als 100 Radierungen, meist französischer Künstler des 18. und 19. Jahrhunderts.
Im April 1896 zog Felicie Bernstein zusammen mit ihrer Schwägerin Therese Bernstein in die Stülerstraße Nr. 6 und führte dort wieder einen regelmäßigen Salon. Hierzu gehörten auch Empfänge, die von einem musikalischen Rahmenprogramm begleitet wurden. Beispielsweise trugen an einem Abend Richard Strauss und seine Frau Pauline Lieder im Hause Bernstein vor. Neben Max Liebermann gehörten nun auch die Künstler Sabine und Reinhold Lepsius, Curt Herrmann, Walter Leistikow und Louis Tuaillon zu den Gästen. Nach dem Tod von Therese Bernstein 1902 unternahm Felicie Bernstein ausgedehnte Reisen mit ihrer Freundin Emma Dohme (1854–1918), Witwe des Kunsthistorikers Robert Dohme. Zusammen gingen sie auf Schiffsreise nach Norwegen und besuchten Spitzbergen; eine andere Reise führte sie nach Sizilien und Nordafrika. Zudem besuchte Felicie Bernstein Familienangehörige in Paris, der Schweiz und an der französischen Mittelmeerküste. Wiederholt traf sie auf Reisen mit bedeutenden Geistesgrößen zusammen. In Florenz gehörten Charles Ephrussi und Théodore Reinach, beide Cousins ihres verstorbenen Mannes, zu ihrer Begleitung, während der Kunsthistoriker Bernard Berenson sie bei einem Rundgang durch die Uffizien begleitete. Bei einem Abendessen im Savoy Hotel in London traf sie die Kunsthistoriker Hugo von Tschudi, Friedrich Lippmann, Woldemar von Seidlitz und Georg Treu. Als sie sich 1900 zur Weltausstellung in Paris aufhielt, nahm sie bei Charles und seinem Bruder Jules Ephrussi an einem Abendessen teil, bei dem sowohl der Sammler Moïse de Camondo wie auch der Schriftsteller Émile Zola zu den Gästen zählten.
Felicie Bernstein führte ihren Salon bis in ihr Todesjahr 1908. Zur Unterstützung junger Künstler gründete sie mit 10.000 Goldmark die nach ihrer Schwägerin benannte Therese Bernstein Stiftung, die Stipendien für die Villa Romana in Florenz ermöglichte. Für ihre Wohltätigkeit erhielt Felicie Bernstein das Verdienstkreuz am weißen Bande. Sie starb am 11. Juni 1908 in Berlin. Die Gräber von Carl und Felicie Bernstein befinden sich auf dem Jüdischen Friedhof Berlin-Weißensee (Felder H 1 und M 1). 1914 gab Georg Treu einen Erinnerungsband an Carl und Felicie Bernstein als Privatdruck heraus, der neben eigenen Erinnerungen auch Beiträge von Wilhelm Bode, Hugo von Tschudi, Georg Brandes und Max Liebermann enthält. Dieser Band stellt eine der wichtigsten Quellen zu Carl und Felicie Bernstein dar. 2025 widmete die Liebermann-Villa am Wannsee dem Sammlerpaar Carl und Felicie Bernstein eine Sonderausstellung.

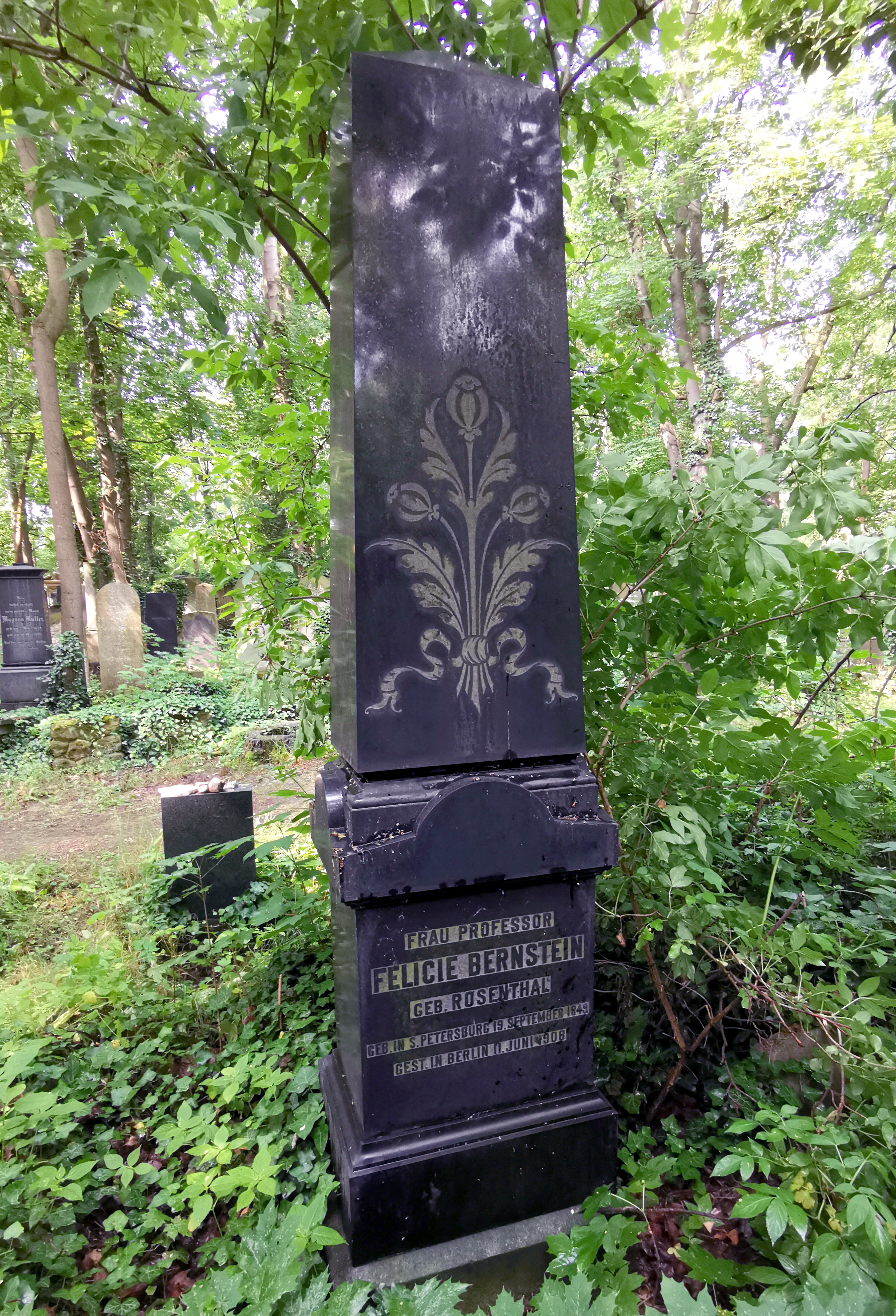
Grab Felicie Bernstein auf dem Jüdischen Friedhof Berlin-Weißensee
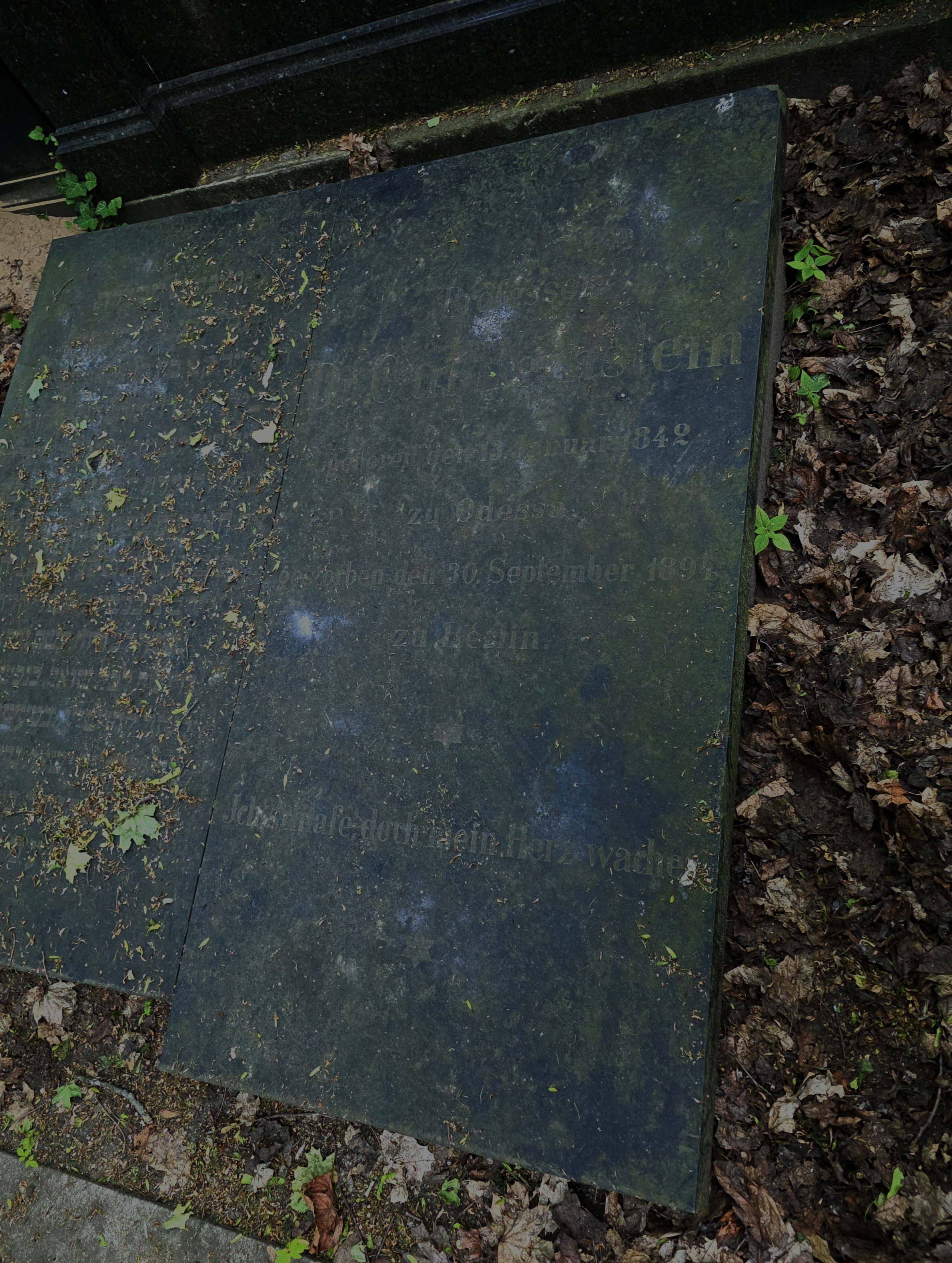
Grab Carl Bernstein auf dem Jüdischen Friedhof Berlin-Weißensee

## Die Sammlung Bernstein

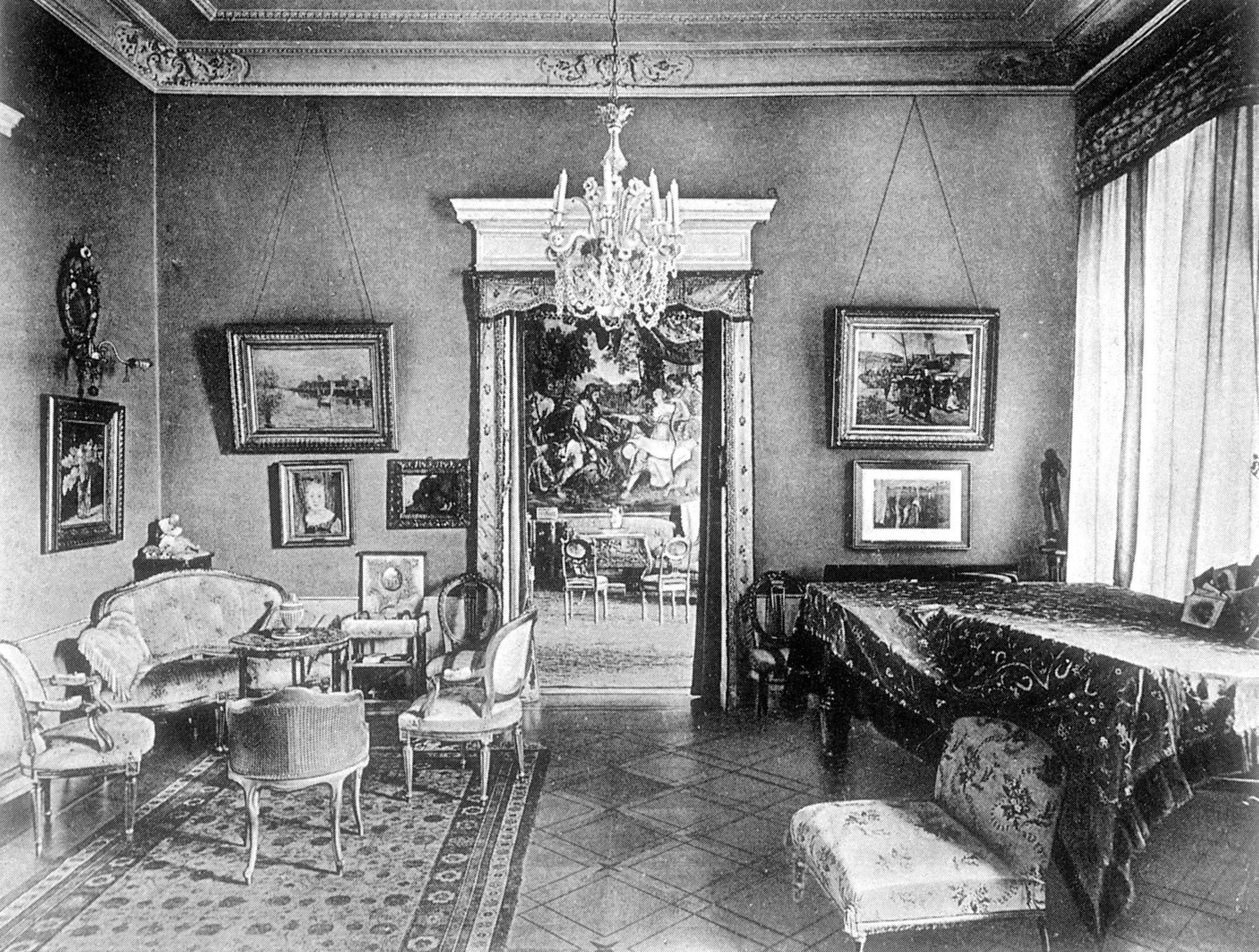
Musikzimmer der Bernstein mit Bildern von Édouard Manet, Alfred Sisley und Camille Pissarro

Die Wohnungseinrichtung von Carl und Felicie Bernstein In den Zelten 23 spiegelte ihr breites künstlerisches Interesse. Sie war mit Möbeln des 18. und 19. Jahrhunderts eingerichtet und beispielsweise mit Orientteppichen und japanische Vasen dekoriert. Zudem sind zwei große Tapisserien überliefert. Ein Motiv zeigte die Szene Die Opferung des Eberkopfes aus den Metamorphosen des Ovid nach einem Entwurf von Charles Le Brun, bei der zweiten Darstellung handelte es sich um eine Fröhliche Kirmes nach David Teniers dem Jüngeren. Zu den bevorzugten Künstlern der Bernsteins gehörten zunächst niederländische Landschafts- und Genremaler wie Jan van Goyen und Adriaen Brouwer.
Bei ihrem Besuch 1882 in Paris erstanden sie, teils direkt aus der Sammlung ihres Verwandten Charles Ephrussi, etwa zehn impressionistische Gemälde. Von Édouard Manet erwarben sie die Bilder Die Abfahrt des Dampfers nach Folkestone, Der Fliederstrauß, Päonien und Kristallvase mit Rosen, Tulpen und Flieder, von Claude Monet die Bilder Klatschmohnfeld, Der Waldweg (beide Privatsammlung) und Der kleine Seinearm bei Argenteuil (Pola Museum of Art, Hakone), von Edgar Degas Frau in einem Café, von Alfred Sisley Die Seine bei Argenteuil und von Camille Pissarro Paysannes travaillant dans les champs, Pontoise. Unklar sind die weiteren Bilder der Sammlung. So berichtete Hugo von Tschudi von je einem Frauenbildnis von Eva Gonzalès und Marie Cazin sowie von einem Kinderkopf von Giuseppe de Nittis und Georg Treu erinnerte sich an ein Gemälde von Mary Cassatt.
Bereits im Oktober 1882 veröffentlichte der mit den Bernsteins persönlich bekannte Literaturkritiker Georg Brandes einen zunächst in dänischer Sprache erschienen Essay über Japanische und impressionistische Kunst, in der er die von den Bernsteins in Paris erworbenen Bilder vorstellte. Er führte darin aus: „Diese Bilder sind die ersten ihrer Art in Berlin, und da ihre Technik hierzulande nicht nur völlig unbekannt ist, sondern auch im eklatantesten Widerspruch zu den Traditionen der deutschen Schule steht, gönnten sich der Besitzer und seine Freunde das Vergnügen, sie deutschen Malern vorzuführen und ihre Wirkung zu beobachten.“ Während die Werke auf einige jüngere Maler nachhaltigen Eindruck machten, ist von Adolph von Menzel die Äußerung an Felicie Bernstein überliefert: „Haben Sie wirklich Geld für den Dreck gegeben?“ Der Maler Max Klinger äußerte sich in einem Brief aus Paris positiv, ihm sei „die vollkommene, fast verächtliche Ablehnung, welche eine in Berlin im Besitze des Herrn Dr. B...n befindliche Sammlung von Bildern der Impressionisten bei den meisten Beschauern und in erster Linie bei den Künstlern selbst erregte, noch lebendig im Gedächniß“, und er plädierte: „Trotz der voraussichtlichen Verurteilung wäre es doch lohnend, einmal eine gute Sammlung der Impressionisten in Berlin auszustellen.“ Am 8. Oktober 1883 eröffnete der Galerist Fritz Gurlitt in Berlin die erste Impressionistenausstellung in Deutschland, auf der neben zehn Werken der Sammlung Bernstein auch 23 Leihgaben des Pariser Kunsthändlers Paul Durand-Ruel zu sehen waren. Die Bilder der Ausstellung wurden in der Presse wegen Skizzenhaftigkeit und mangelnden technischem Können kritisiert. Zudem empfanden die Kritiker die Sujets unangemessen und vermissten einen geistigen Gehalt. Selbst der spätere Direktor der Hamburger Kunsthalle, Alfred Lichtwark, schrieb in einem Zeitungsbericht, dass die „geistreichen Skizzen voll Licht und Bewegung“ keine „ausreichende Grundlage einer neuen Kunst“ sein könnten. 1884 liehen die Bernsteins mehrere Werke von Manet zur Gedächtnisausstellung des Künstlers in der Pariser École de Beaux-Arts aus.

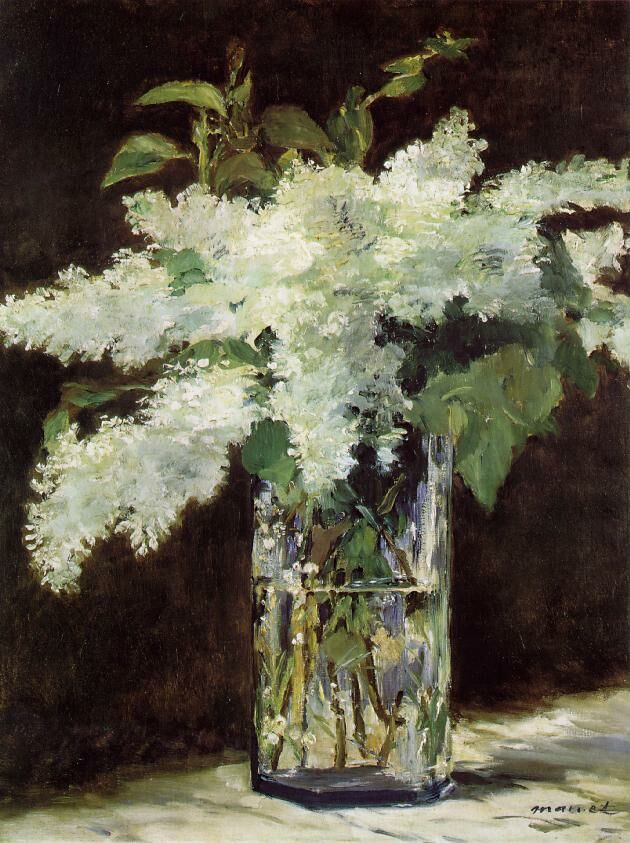
Édouard Manet: Fliederstrauß Alte Nationalgalerie, Berlin
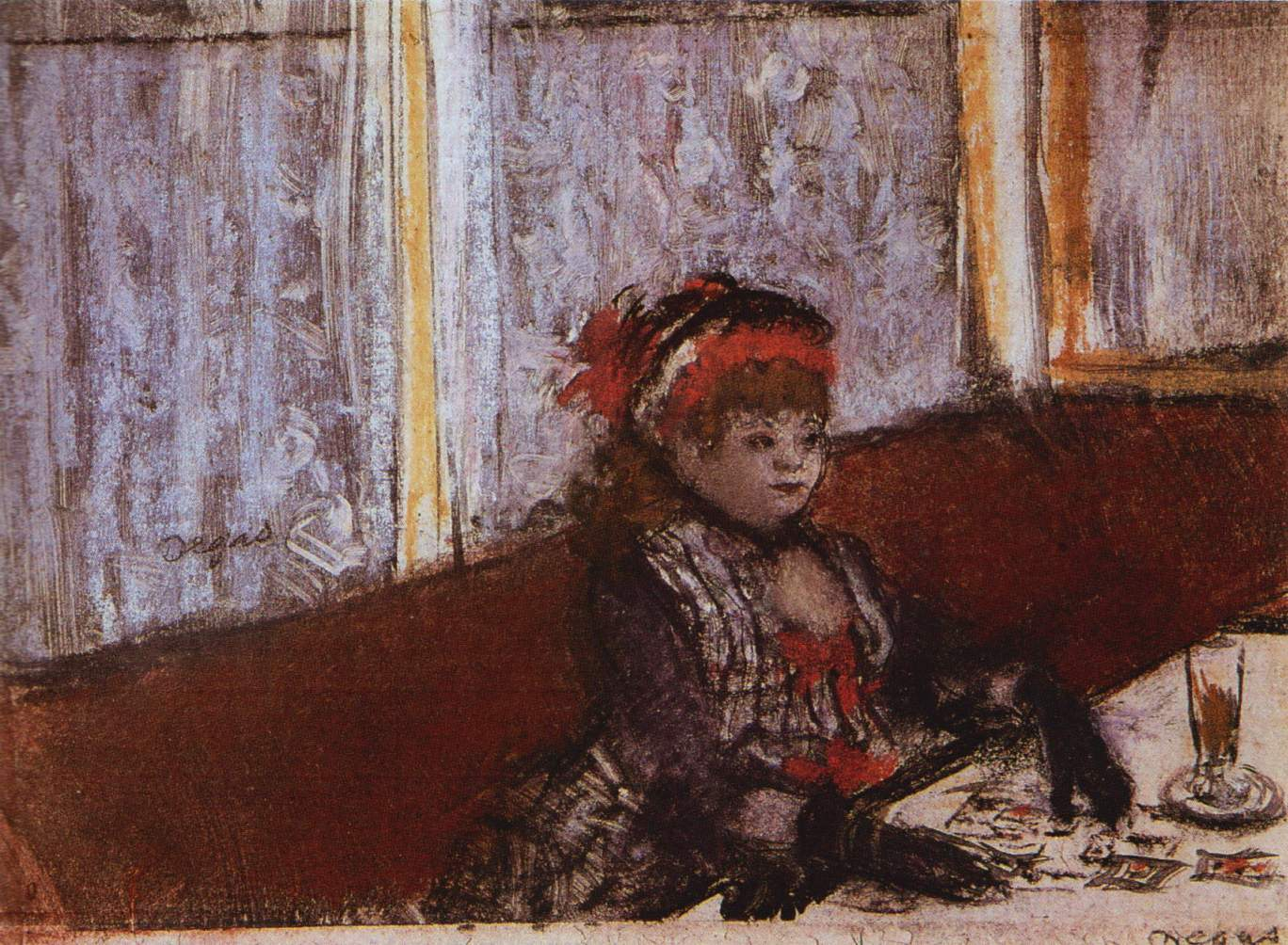
Edgar Degas: Frau in einem Café Privatsammlung
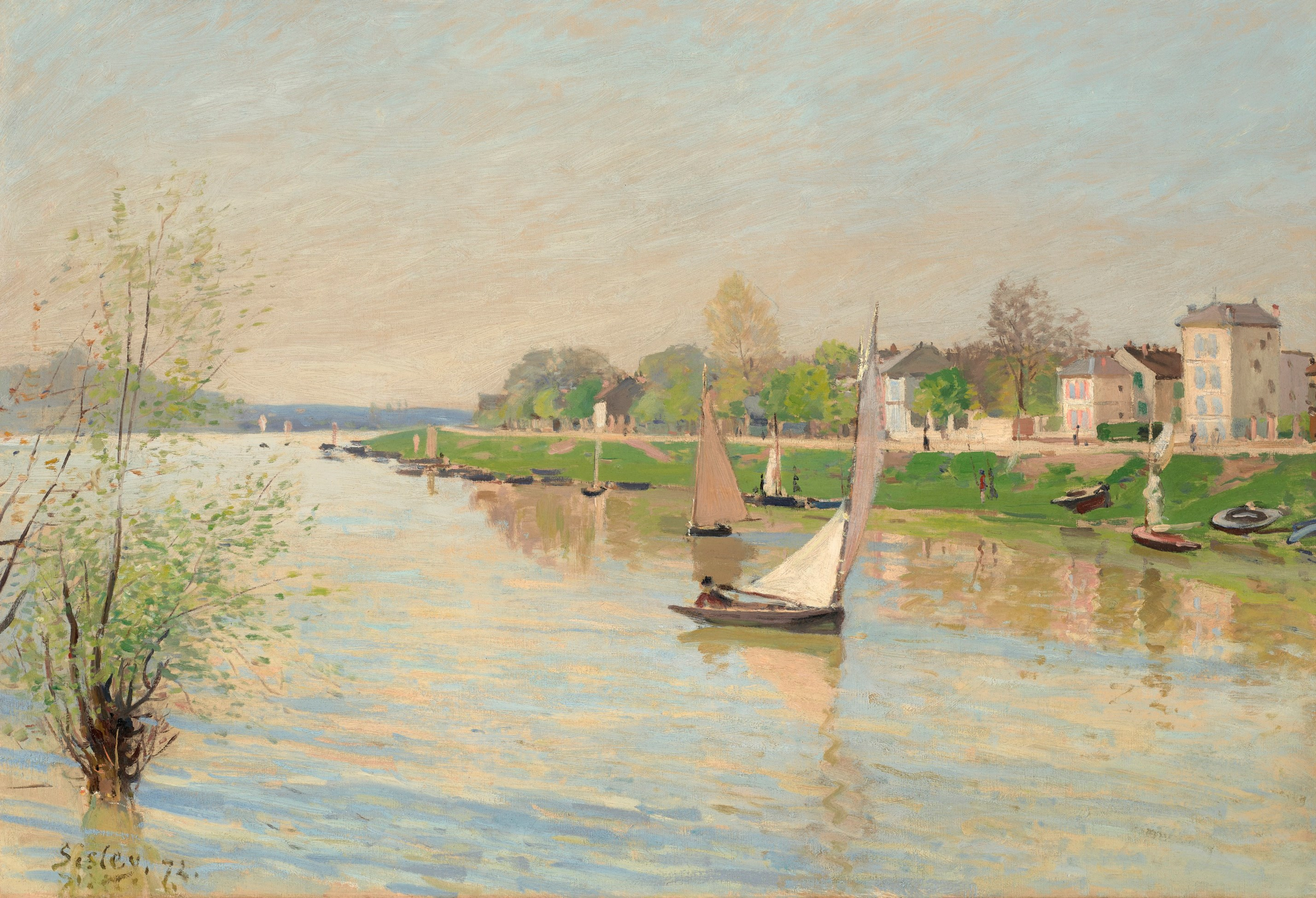
Alfred Sisley: Die Seine bei Argenteuil Privatsammlung
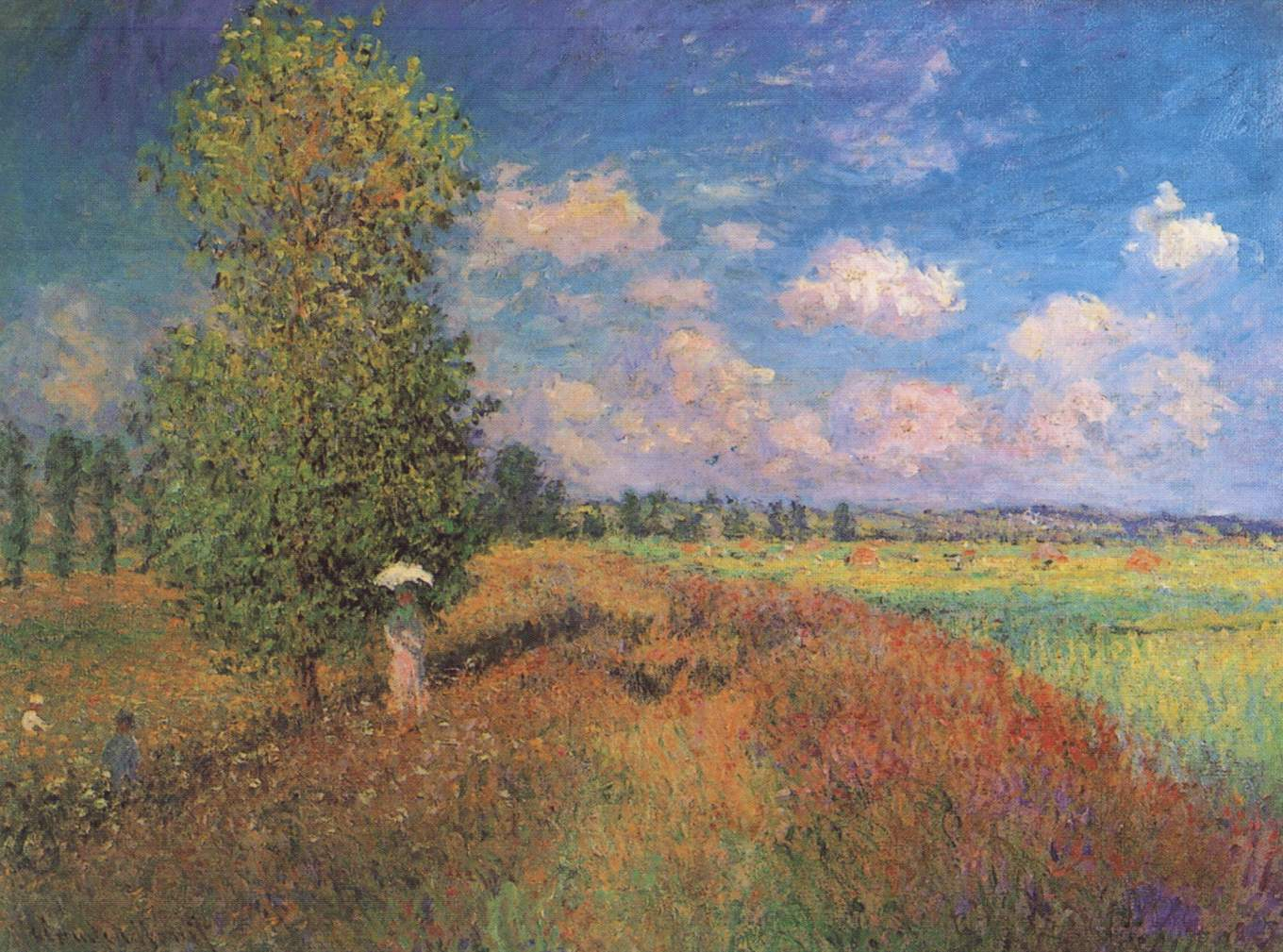
Claude Monet: Klatschmohnfeld Privatsammlung
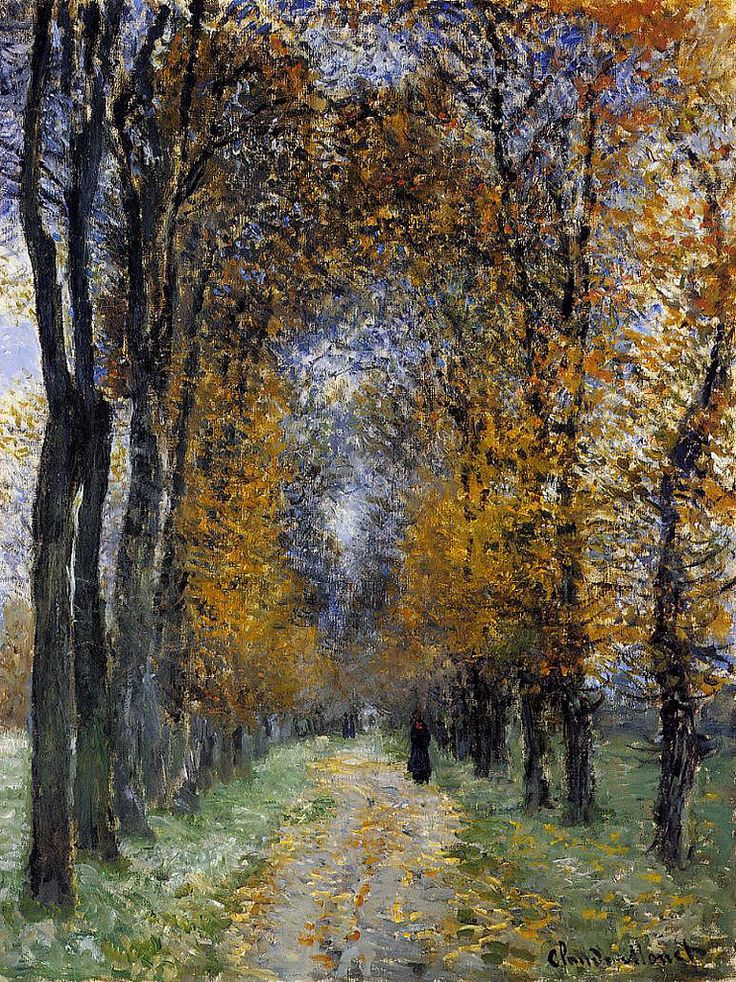
Claude Monet: Waldweg Privatsammlung
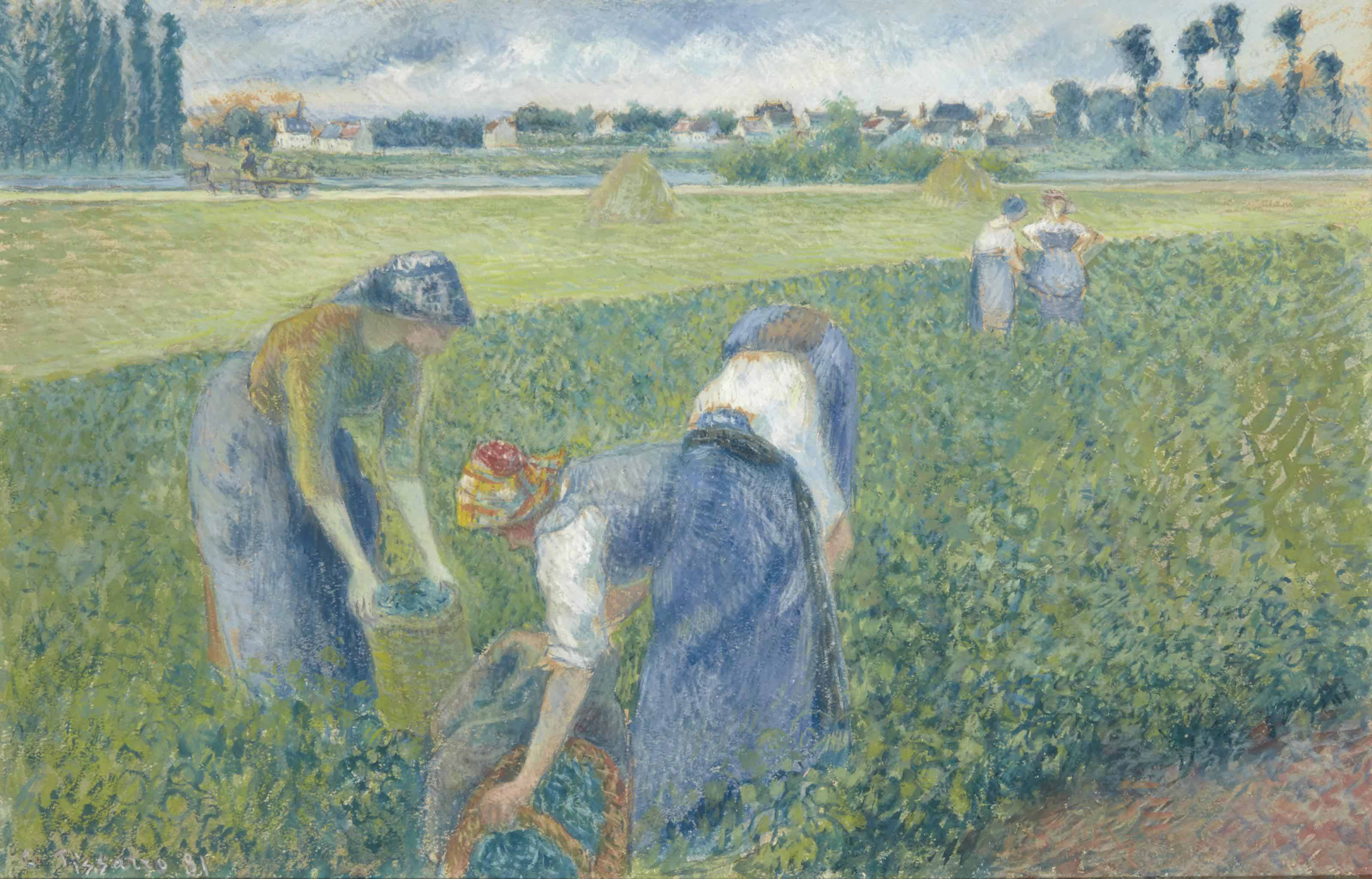
Camille Pissarro: Paysannes travaillant dans les champs, Pontoise, 1881 Privatsammlung

Die Werke des Impressionismus gelangten in Deutschland erst mit deutlichem Abstand in andere Sammlungen. So begann, angeregt durch die Bernsteins, Max Liebermann in den 1890er Jahren Werke der französischen Impressionisten zu sammeln. Aus der Sammlung Bernstein erhielt er 1892 Manets Pfingstrosenstrauß im Tausch für das Porträt, das Liebermann von Carl Bernstein gemalt hatte. Hugo von Tschudi erwarb 1896 Werke von Édouard Manet, Claude Monet und Edgar Degas für die Nationalgalerie Berlin. Diesem Beispiel folgten weitere Sammler und Museumsleiter, etwa Alfred Lichtwark der Direktor der Hamburger Kunsthalle, der die Sammlung Bernstein 1895 in seinem Museum ausstellte. Felicie Bernstein setzte auch nach dem Tod ihres Mannes ihre Sammeltätigkeit fort und erwarb beispielsweise 1907 Manets Stillleben Pfirsiche. Darüber hinaus sammelte sie verschiedenes Kunsthandwerk, etwa Porzellanfiguren und künstlerisch gestaltete Fächer.

## Auflösung der Sammlung
Felicie Bernstein hatte verfügt, dass nach ihrem Tod die Werke der Kunstsammlung zwischen Institutionen und Freunden aufgeteilt werden sollten. Den Fliederstrauß von Édouard Manet erhielt die Nationalgalerie Berlin, der Berliner Gemäldegalerie stiftete sie eine Flußlandschaft von Jan van Goyen. Dieses Bild wurde später vom Museum gegen eine Waldlandschaft von Lucas van Uden getauscht. Dem Kupferstichkabinett Berlin vermachte sie die Farbradierungen von Gautier-Dagoty, Earlom und Schiavonetti. Von den Freunden erhielt Max Liebermann das Klatschmohnfeld von Claude Monet, Liebermanns Tochter Käthe das Aquarell Dichter und Muse von Somov, Hugo von Tschudi Die Abfahrt des Dampfers nach Folkestone von Édouard Manet und Georg Treu Die Seine bei Argenteuil von Alfred Sisley. Ihrer Freundin Emma Dohme hinterließ sie das Bild Der kleine Seinearm bei Argenteuil von Claude Monet und deren Sohn Max Soringer eine Zeichnung von Max Liebermann. Sabine und Reinhold Lepsius konnten Paysannes travaillant dans les champs, Pontoise von Camille Pissarro entgegennehmen. Dem Maler Curt Hermann hinterließ sie Manets Pfirsiche, Legationsrat Dr. Keuchenius bekam eine Mutter mit Kind von Mary Cassatt und an eine Frau Stern ging eine Zeichnung Place de la Concorde von Giuseppe De Nittis.
Einen größeren Teil des Nachlasses erhielt Johanna von Tuhr, geborene von Rentzell, die in den 1880er Jahren bei den Bernsteins gelebt hatte. Dazu gehörte das Bildnis Carl Bernstein von Max Liebermann, ein Porträt der Schwägerin Therese Bernstein von Karl Hermann Schellbach, die Radierung Tjou-Tjou, Bildnis eines Hundes von Max Klinger, zwei Landschaften von Ludwig von Hofmann, eine Bronze von Louis Tuaillon, das Pastell Russisches Haus von Somov sowie mehrere Zeichnungen von Liebermann. Die Tochter Hannah von Tuhr bekam das Pastell Mutter und Kind von Max Liebermann. Weitere Begünstigte waren der Kunsthistoriker Max Lehrs, der die Zeichnung Das erste Pfingstfest von Max Klinger erhielt, eine Frau Dr. Dietrich, die das Porträt von Wilhelm Leibl vor der Staffelei des Malers Theodor Alt bekam, Berlins Zweiter Bürgermeister Georg Reicke erbte eine Mädchendarstellung von Henri Martin, an Prof. Dr. Fritz Endemann aus Heidelberg ging das Bild Kraniche/Wilde Schwäne von Walter Leistikow und dessen Ehefrau erhielt zwei Pastellbilder von Paul  Baum. Zudem vermachte sie dem Bildhauer Walter Lobach eine Porträtzeichnung von Sarah Bernhardt eines unbekannten Künstlers.

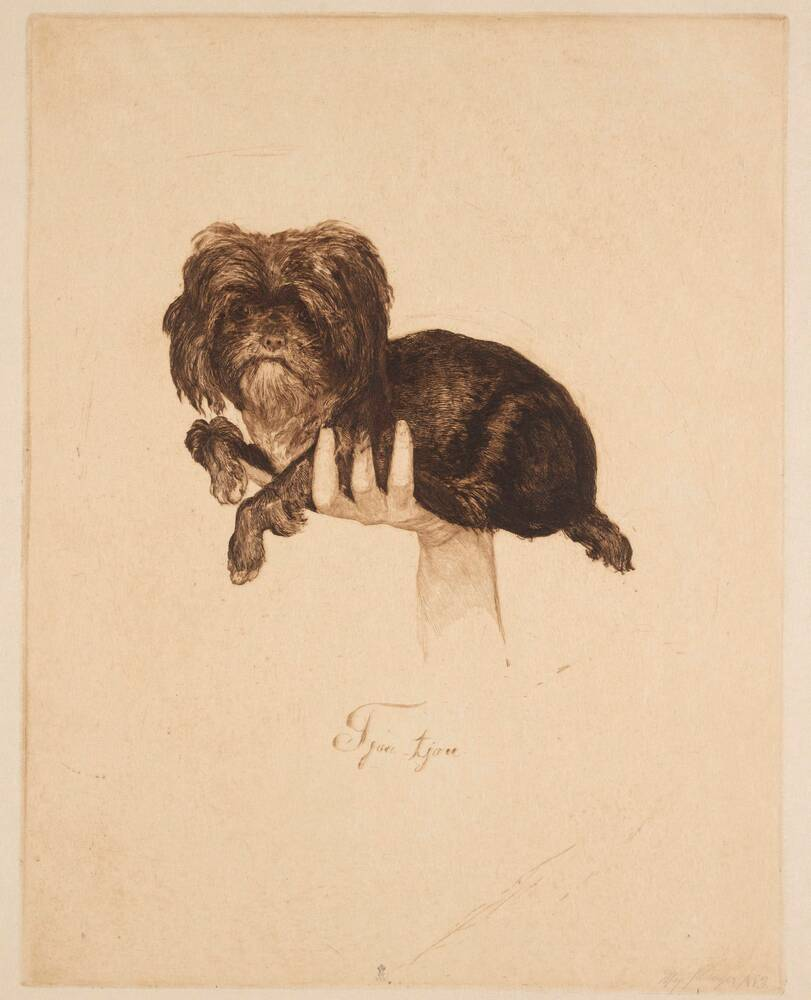
Max Klinger: Tjou-Tjou, Bildnis eines Hundes, Privatsammlung
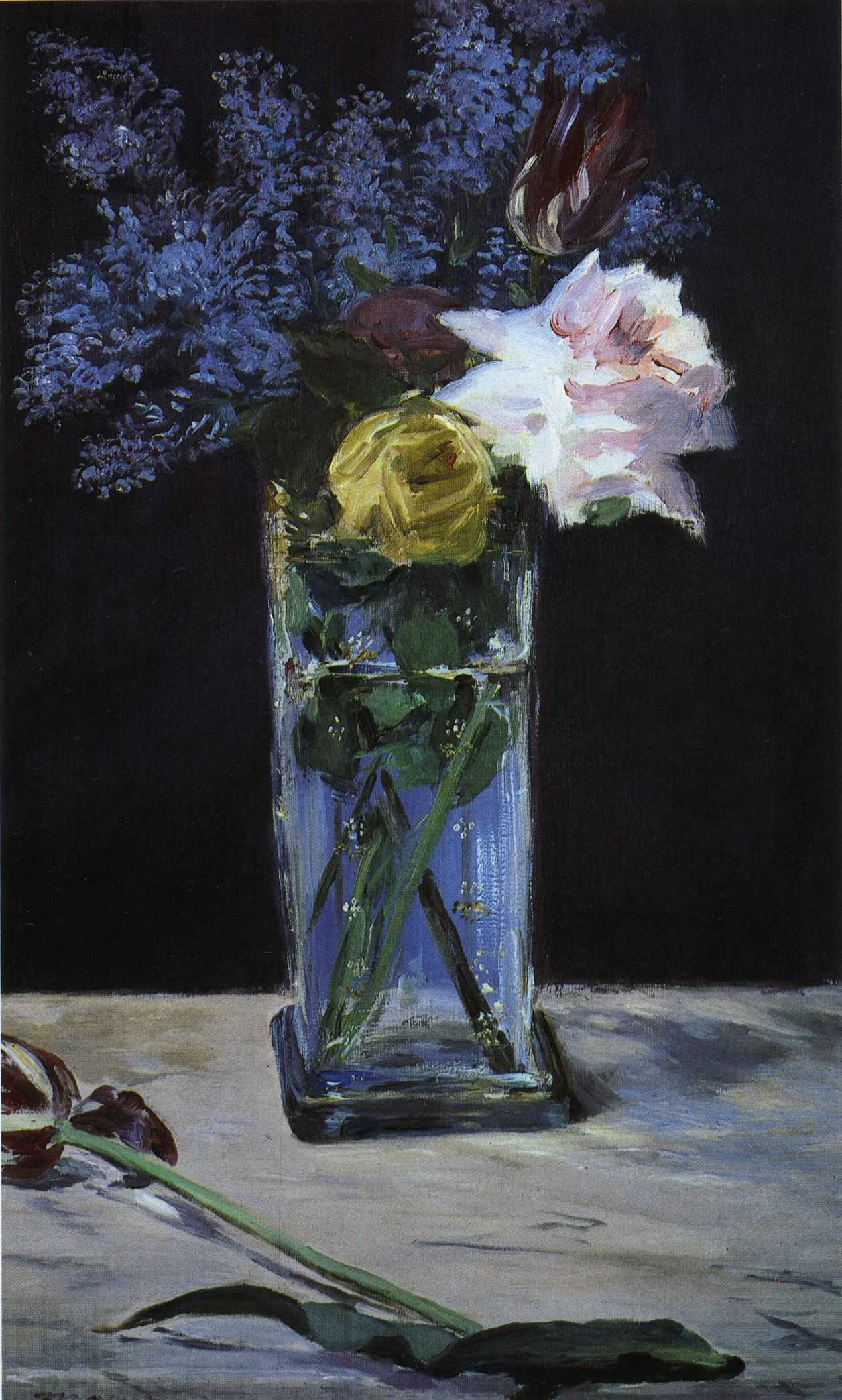
Édouard Manet: Kristallvase mit Rosen, Tulpen und Flieder, Privatsammlung
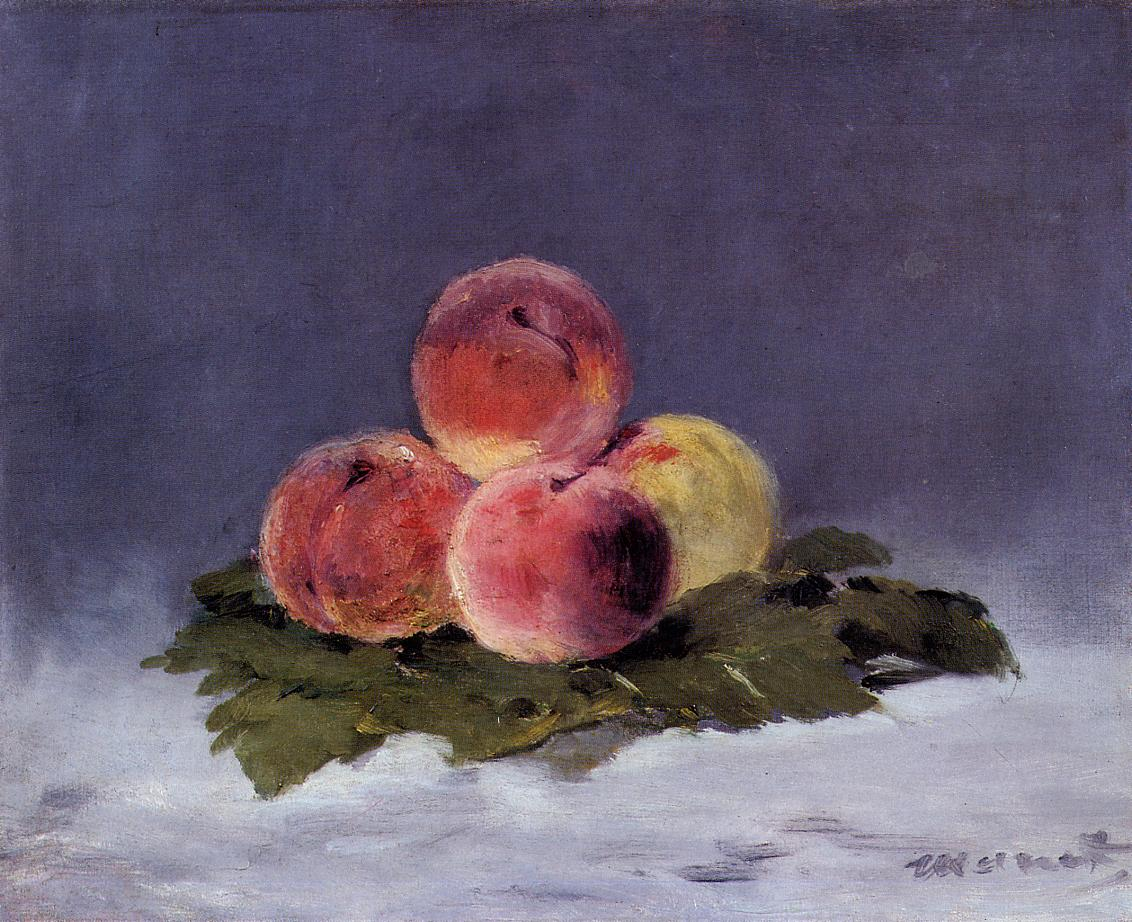
Édouard Manet: Pfirsiche, Privatsammlung
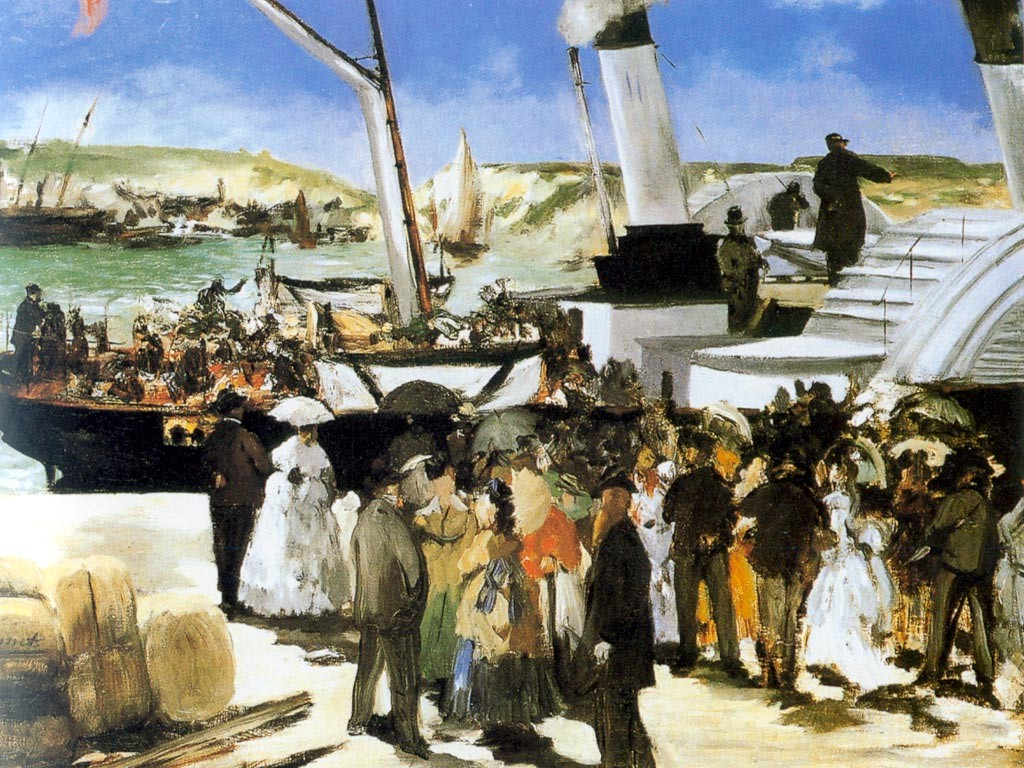
Édouard Manet: Die Abfahrt des Dampfers nach Folkestone, Philadelphia Museum of Art
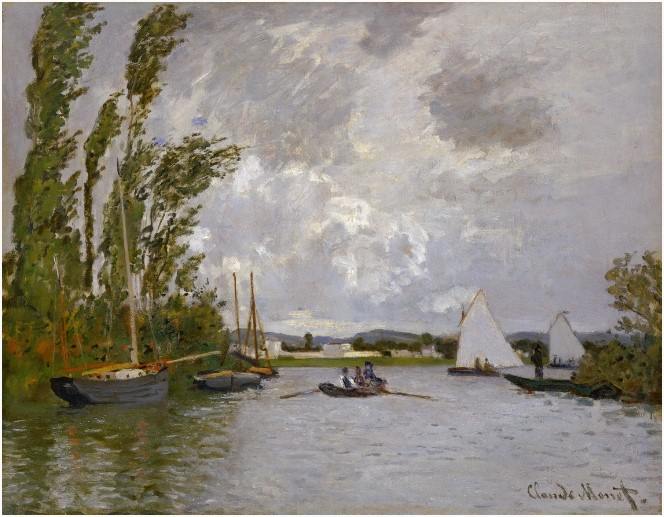
Claude Monet: Der kleine Seinearm bei Argenteuil, Pola Museum of Art